# Àcid lamenal·lènic
L'àcid lamenal·lènic, el qual nom sistemàtic és àcid (16E)-octadeca-5,6,16-trienoic, és un àcid carboxílic de cadena lineal amb devuit àtoms de carboni que conté tres dobles enllaços, dos d'ells consecutius entre els carbonis 5-6 i 6-7, és un al·lè, la qual fórmula molecular és {\displaystyle {\ce {C18H30O2}}}. En bioquímica és considerat un àcid gras rar.

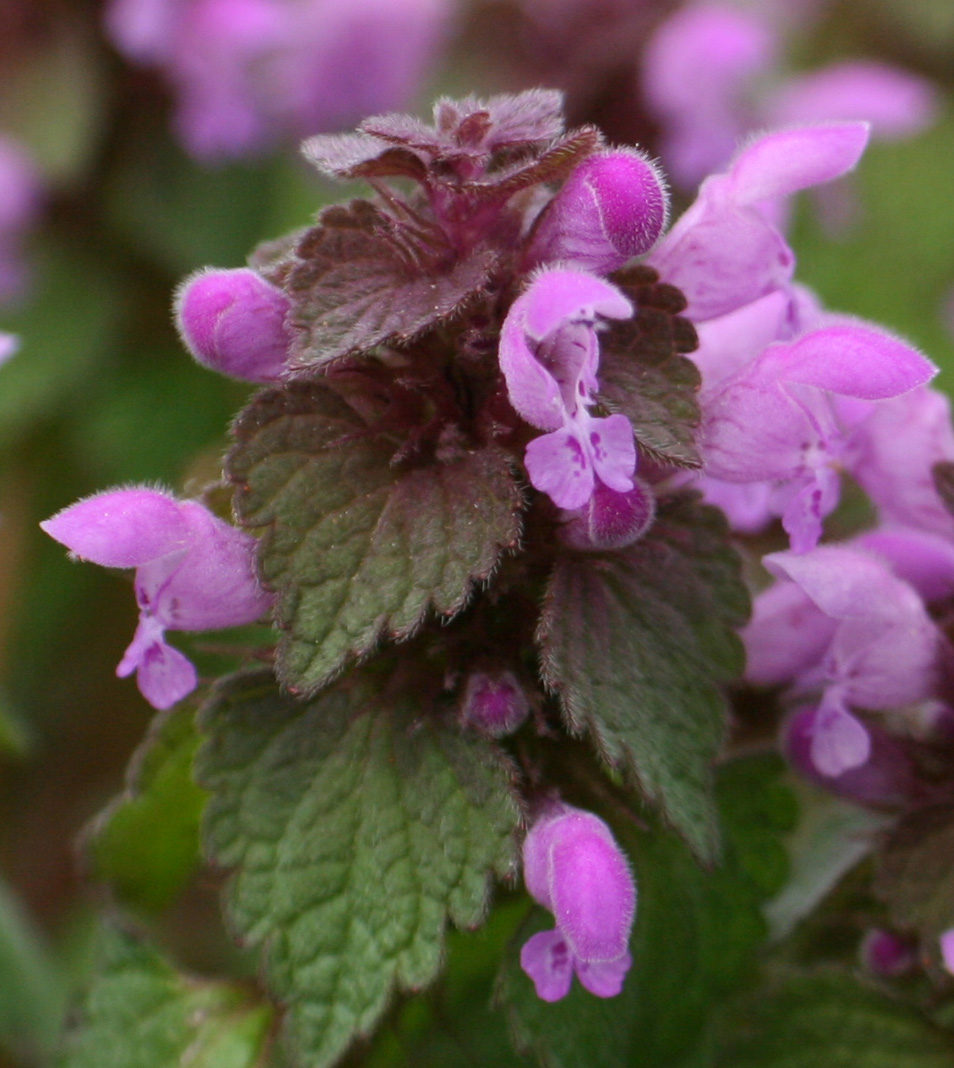
Lamium purpureum

L'àcid lamenal·lènic fou aïllat el 1967 de l'oli de les llavors de Lamium purpureum, una planta de la família de les lamiàcies, per K.L. Mikolajczak i col. La característica més destacada és la presència de dos dobles enllaços contigus formant un al·lè, la qual cosa és molt rara en els àcids grassos.